# Molho tonkatsu
Molho tonkatsu é um molho típico da culinária do Japão. Ele é geralmente servido como acompanhamento ou parte integrante de pratos de tonkatsu, prato de costeleta suína empanada em panko (farinha de pão); daí, portanto, seu nome.

## Ingredientes e preparação
O molho é baseado no molho Worcestershire, também conhecido como molho inglês, e possui um sabor mais adocicado e picante que o molho original, além de possuir uma textura muito mais viscosa.
Seus ingredientes principais são molho inglês, ketchup, açúcar granulado e molho de soja (shoyu). Pode-se usar também mostarda de Dijon e saquê para complementar e realçar o sabor do molho. Versões mais elaboradas também podem incluir molho de peixe e/ou molho de ostra; as versões industrializadas do molho tendem a utilizar frutas e legumes na sua preparação, como cenouras, tomates, limões, repolhos e ameixas. É possível também adicionar maionese japonesa ao molho tonkatsu, que difere da maionese ocidental por ser feita apenas com as gemas dos ovos e vinagre de arroz ou maçã.
Dependendo dos ingredientes utilizados, pode-se fazer o molho de duas maneiras diferentes: cozinhando os ingredientes em fogo baixo, até que o açúcar se dissolva inteiramente e o molho fique com uma textura homogênea e consistência grossa (amido de milho também pode ser incluído, para deixá-lo ainda mais viscoso); e, quando se utiliza maionese japonesa, que possui uma consistência bastante grossa, simplesmente misturar os ingredientes até que o molho tonkatsu se torne inteiramente homogêneo.
Sementes de gergelim podem ser salpicadas sobre a receita na hora de servir, e o molho pode ser despejado diretamente sobre o tonkatsu ou utilizado como molho para mergulho.

## Comercialização
O molho tonkatsu foi criado pela empresa Oliver Sauce Co., em 1948, e a receita foi lançada no mercado. Três anos depois a empresa Bull-Dog Sauce Co. começou a vender sua versão do molho tonkatsu, e se mantém como a marca mais popular no Japão até os dias atuais. Desde sua fundação, em 1902, a empresa já vendia molhos feitos à base de molho Worcestershire.
A marca Ikari Sauce, Co., fundada em 1985, também produz diversos molhos similares.